# Лоффреда, Станислао
Станислао Лоффреда (итал. Stanislao Loffreda; 15 января 1932, Монтепрандоне — 9 августа 2025, Асколи-Пичено) — итальянский монах-францисканец, археолог, эксперт по палестинской керамике и библеист. Известен своими исследованиями в области археологии Святой Земли, особенно Галилеи.

## Биография
Родился в Италии в 1932 году. Вступил в орден францисканцев и посвятил жизнь археологии и библейским исследованиям. Руководил раскопками в Израиле и Палестине, внёс значительный вклад в изучение древних поселений и христианских памятников.
Скончался 9 августа 2025 года в Асколи-Пичено.

## Научная деятельность
Специалист по палестинской керамике и археологии Галилеи, Лоффреда участвовал в многочисленных раскопках и публиковал работы по истории и археологии Нового Завета.